# وحياتي عندك (ألبوم)
وحياتي عندك هو الألبوم الأول للمطربة اللبنانية نوال الزغبي , تم انتاجه وطرحه في الأسواق عام 1992 من إنتاج شركة سيتي ميديا وتضمن الألبوم 6 أغاني.

## الأغاني
1. وحياتي عندك
2. علي الدبكة لاقيني
3. أحلفلك بالحب
4. قدامك حلين
5. سرقني حنيني
6. خدني معاك